# Elasmodontomys
Elasmodontomys obliquus — вимерлий вид гризунів родини Heptaxodontidae. Це єдиний вид в межах роду Elasmodontomys. Він був знайдений в Пуерто-Рико.
Вважається, що гризун важив 13 кілограмів і вижив щонайменше 2000 років після того, як люди колонізували Пуерто-Рико.
Попри те, що цього гризуна описують як «гігантську хутію», нещодавно його відновили як представника шиншилуватих.